# Велика мечеть Суса
Велика мечеть Суса (араб. الجامع الكبير بسوسة) — історична мечеть часів Абу-ль-Аббаса з династії Аглабідів у прибережному місті Сус у Тунісі, що є як частина медини міста об'єктом Всесвітньої спадщини ЮНЕСКО.

## Архітектура
Мечеть, побудована в 851-862, знаходиться на східному краю медини за півсотні метрів від земляного валу у рибалки Суса. Колись вона розділяла частину його оборонних функцій, маючи зубчасту стіну і дві дозорні башти на північно-східному і південно-східному кутах з боку моря. Це вплинуло на вигляд будівлі, зробило його масивним і нагадує і сам рибат.
У мечеті немає мінарета, тому заклик на молитву звучав з критого майданчика на вершині північно-східної вежі, на яку ведуть сходи. Над фасадом мечеті є напис куфічним листом про звільненого раба аміра Мудама, призначеного відповідальним за роботу зі зведення мечеті. Подібно були прикрашені мечеті Бу-Фатата і аз-Зайтуна в Тунісі, а також ряд будівель мечетей у фатимідському Єгипті.
Портики у внутрішньому дворі з боку молельного залу добудовувалися за часів династій Зіридів у X-XI століттях і оновлювалися при Мурадидах в 1675.
Молельний зал, який можна порівняти за розмірами з внутрішнім двориком мечеті, увінчаний двома куполами, розташованими над центральним нефом; міхраб орієнтований на Мекку і багато прикрашений в зиридському стилі, що його ріднить з міхрабами Великих мечетей в Махдії та Монастирі.

## Галерея

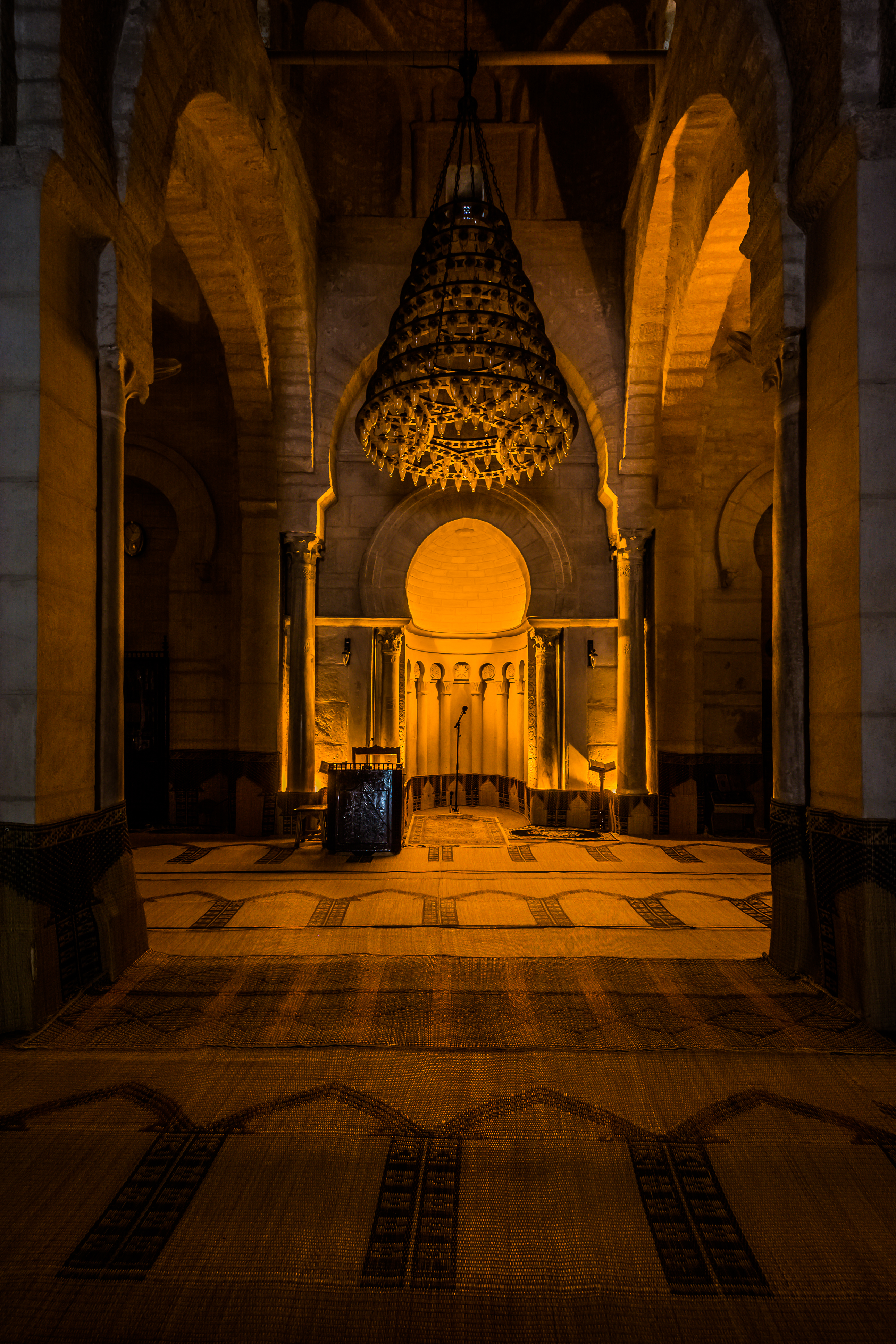
Міхраб
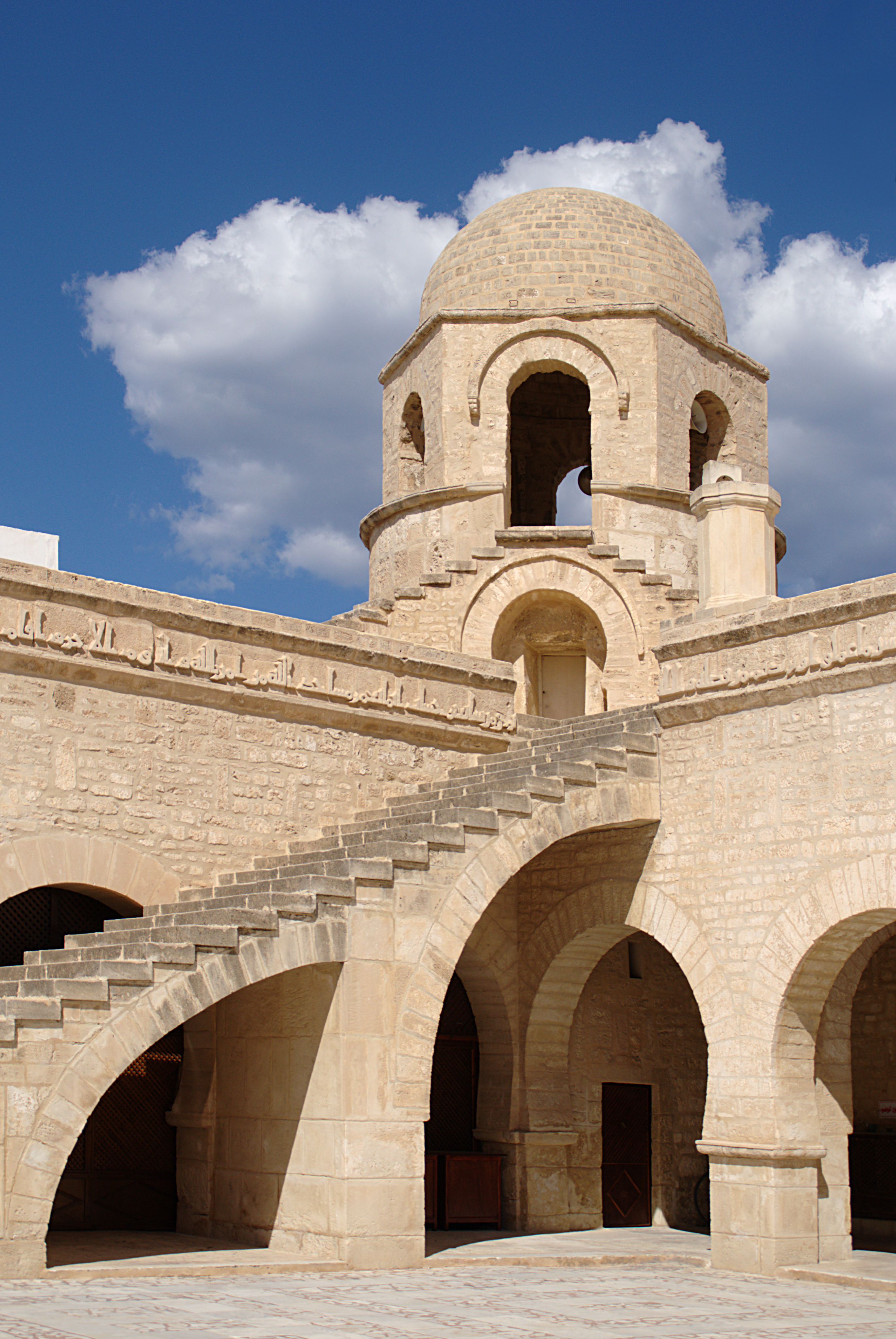
Сходи у вежу, з якою мусульман скликали на молитву
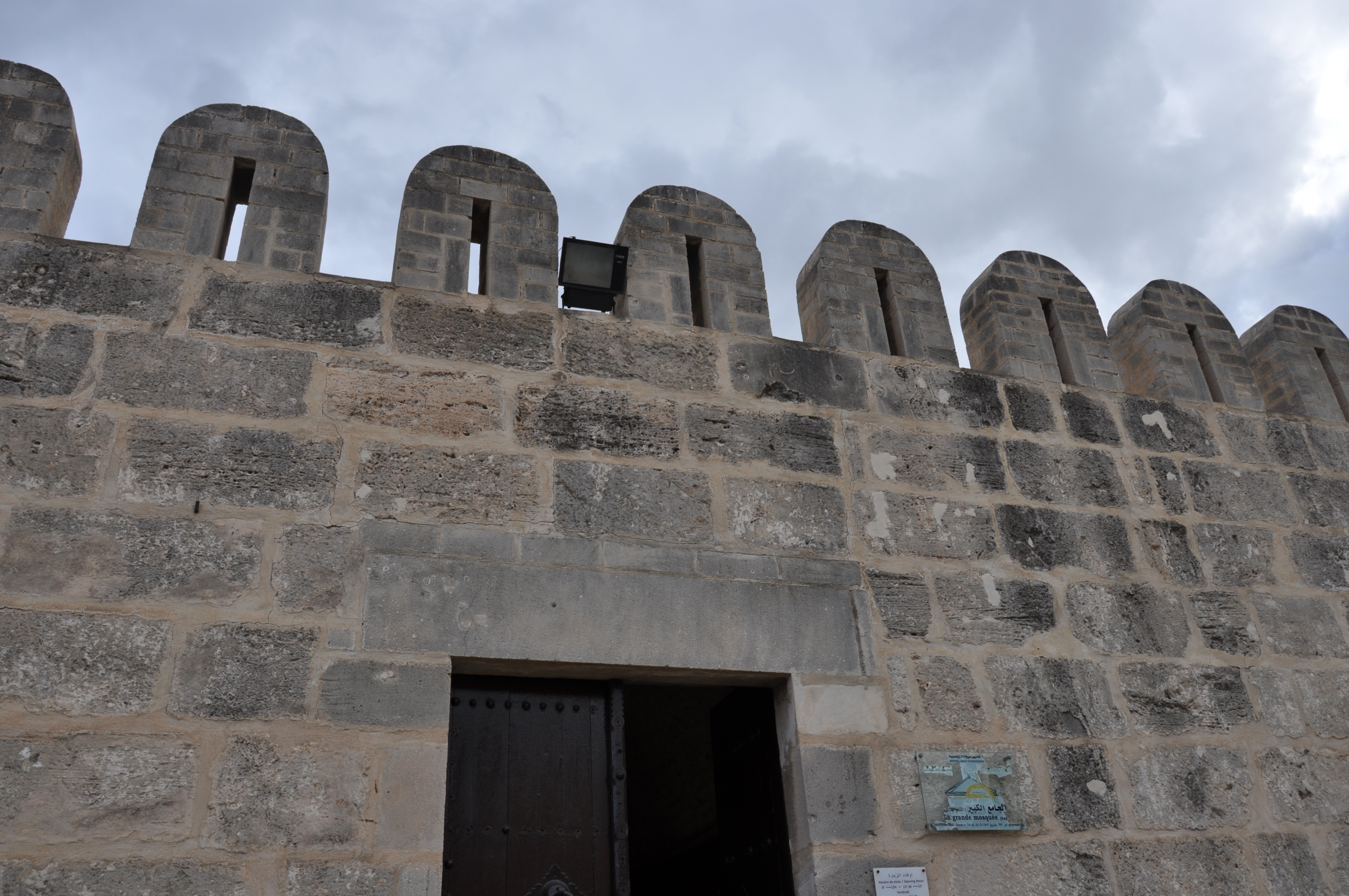
Зубчасті стіни мечеті
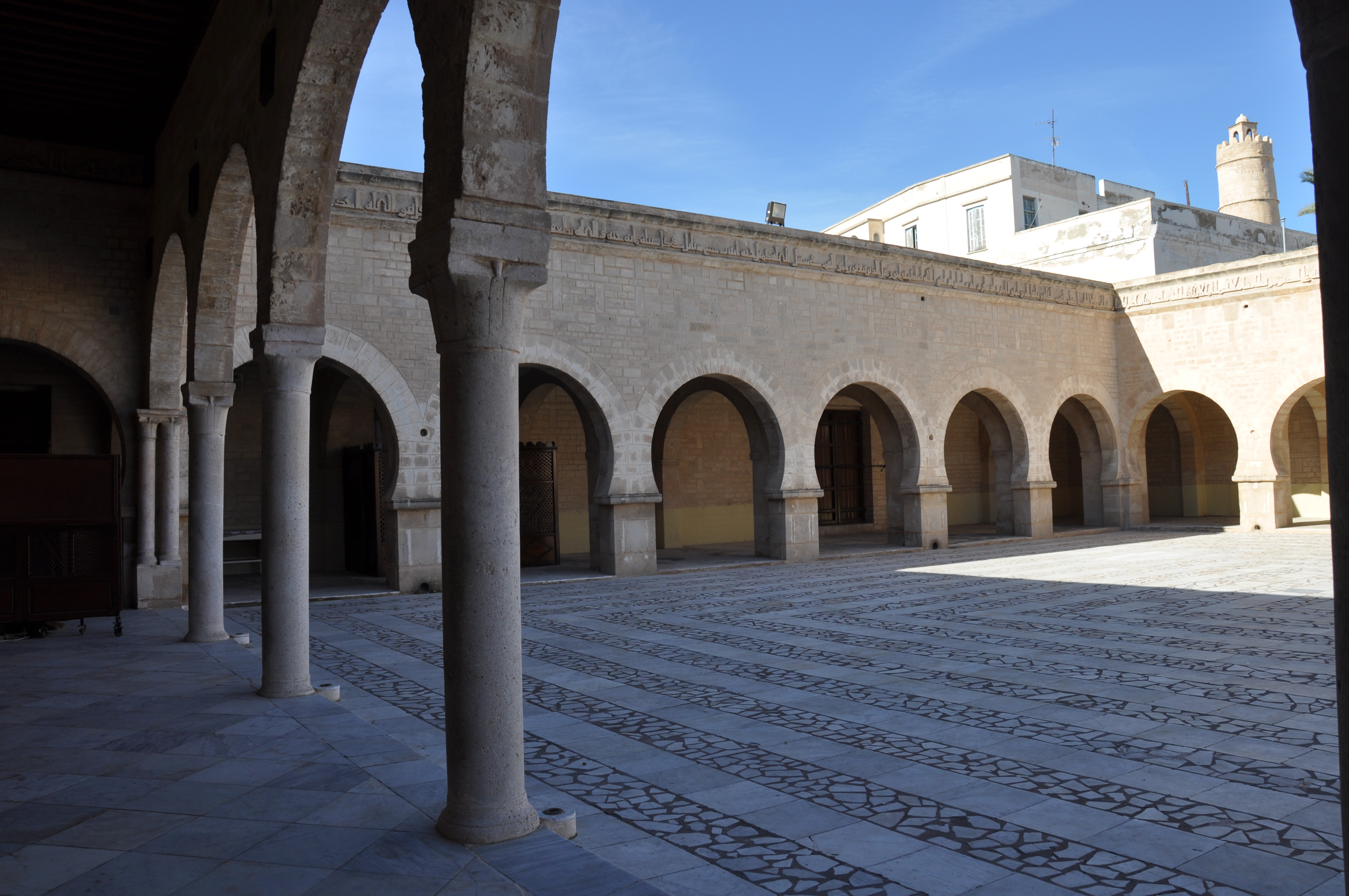
Внутрішній дворик мечеті